# Helenistična Grčija
V povezavi s starogrško umetnostjo, arhitekturo in kulturo helenistična Grčija ustreza obdobju med smrtjo Aleksandra Velikega leta 323 pr. n. št. in priključitvijo klasičnega grškega prostora Rimski republiki. To je doseglo vrhunec v bitki pri Korintu leta 146 pr. n. št. z uničujočo rimsko zmago na Peloponezu, ki je povzročila uničenje Korinta in začelo se je obdobje Rimske Grčije.
Helenistično obdobje se je začelo z vojnami diadohov, oboroženimi boji med nekdanjimi generali Aleksandra Velikega, da bi razkosali imperij v Evropi, Aziji in Severni Afriki. Vojne so trajale do 275 pr. n. št., pri čemer je prišlo do padca  argeadske in antipatridske rodbine Makedonije v korist Antigonidov. Čas so zaznamovale tudi zaporedne vojne med Makedonijo in njenimi zavezniki proti Etolski zvezi, Ahajski zvezi in mestni državi Šparti.
Med vladanjem Filipa V. Makedonskega (221–179 pr. n. št.) so Makedonci izgubili kretsko vojno (205–200 pr. n. št.) v zavezništvu, ki ga je vodil Rodos. Tudi njihovi nekdanji zavezniki s Hanibalom iz Kartagine so se zapletli v prvo in drugo makedonsko vojno z antičnim Rimom. Očitna šibkost Makedonije po koncu teh spopadov je spodbudila Antioha III. Velikega, vladarja Selevkidskega cesarstva, da je napadel celinsko Grčijo, vendar je njegov poraz Rimljanov v Termopilah leta 191 pr. n. št. in Magneziji leta 190 pr. n. št. zagotovil položaj Rima kot vodilne vojaške moči v regiji. V približno dveh desetletjih po osvajanju Makedonije leta 168 pr. n. št. in Epiru leta 167 pr. n. št. so Rimljani sčasoma nadzorovali celotno Grčijo.
V helenističnem obdobju je pomen Grčije v grško govorečem svetu močno upadel. Veliki središči helenistične kulture sta bili Aleksandrija in Antiohija, prestolnici ptolemajskega Egipta in selevkidske Sirije. Pomembna so bila tudi mesta, kot so Pergamon, Efez, Rodos in Selevkija, za obdobje pa značilna naraščajoča urbanizacija vzhodnega Sredozemlja.

## Makedonska prevlada
Aleksandrove ekspedicije so imele številne posledice za grške mestne države. Zelo so se razširila obzorja Grkov, zaradi česar so bili neskončni spori med mesti, ki so zaznamovali 5. in 4. stoletje pr. n. št., videti kot majhni in nepomembni. To je povzročilo stalno izseljevanje, zlasti mladih in ambicioznih, na novo osvojena grška ozemlja na vzhodu. Številni Grki so se preselili v Aleksandrijo, Antiohijo in številna druga nova helenistična mesta, ki so bila ustanovljena v Aleksandrovem zavetju, daleč, kot sta zdaj Afganistan in Pakistan, kjer sta Grško-baktrijsko in Indijsko-grško kraljestvo preživeli do konca 1. st. pr. n. št.
Porazi grških mest zaradi Filipa in Aleksandra so naučili tudi Grke, da njihove države ne bodo nikoli več samostojne in da hegemonije Makedonije in njenih držav naslednic ne bo, če se ne bodo mesta združila ali vsaj povezala. Grki so preveč cenili svojo lokalno neodvisnost, da bi razmišljali o dejanskem združevanju, vendar so poskusili oblikovati zveze, s pomočjo katerih bi lahko ponovno potrdili svojo neodvisnost.
Po Aleksandrovi smrti so se njegovi generali sprli zaradi prevlade, kar je povzročilo razpad njegovega imperija in ustanovitev številnih novih kraljestev. Makedonijo je dobil Kasander, sin glavnega Aleksandrovega generala Antipatra, ki je po večletni vojni postal vladar večine preostale Grčije. Ustanovil je novo makedonsko glavno mesto v Solunu in bil na splošno dober vladar.
Kasandrovo moč je izpodbijal Antigon, vladar Anatolije, ki je grškim mestom obljubil, da bo obnovil njihovo svobodo, če bi ga podprli. To je vodilo k uspešnim uporom proti Kasandrovim lokalnim vladarjem. Leta 307 pr. n. št. je Antigonov sin Demetrij zavzel Atene in obnovil demokratični sistem, ki ga je Aleksander zatrl. Vendar je leta 301 pred našim štetjem koalicija Kasandra in drugih helenističnih kraljev premagala Antigona v bitki pri Ipsu in končala njegov izziv.
Po Kasandrovi smrti leta 298 pr. n. št. je Demetrij prevzel makedonski prestol in prevzel nadzor nad večino Grčije. Premagala ga je druga koalicija grških vladarjev leta 285 pr. n. št. in vladanje Grčiji je prešlo na kralja Lizimaha iz Trakije. Lizimah je bil nato poražen in ubit leta 280. pr. n. št. Makedonski prestol je nato prevzel Demetrijev sin Antigon II. Gonata, ki je tudi porazil galski pohod na Grčijo. Boj proti Galcem je združil Antigonide iz Makedonije in Selevkide iz Antiohije, zvezo, ki je bila usmerjena tudi proti najbogatejši helenistični oblasti, egiptovskim Ptolemajcem.
Antigon II. je vladal do svoje smrti leta 239 pr. n. št., njegova družina pa je ohranila makedonski prestol, dokler jih niso Rimljani ukinili leta 146 pr. n. št. Njihov nadzor nad grškimi mestnimi državami je bil prekinjen, vendar pa so drugi vladarji, zlasti Ptolemajci, denarno pomagali protimakedonskim strankam v Grčiji, da bi spodkopali moč Antigonidov. Antigon je postavil garnizon v Korintu, strateškem središču Grčije, vendar so Atene, Rodos, Pergamon in druge grške države ohranile precejšnjo neodvisnost in oblikovale Etolsko zvezo kot sredstvo za obrambo. Šparta je tudi ostala neodvisna, vendar je  zavrnila, da bi se pridružila kateri od zvez.
Leta 267 pr. n. št. je Ptolemaj II. Filadelf prepričal grška mesta, da se uprejo Antigonu, posledica je bila hremonidska vojna, ker jo je vodil atenski vodja Hremonid. Mesta so bila poražena in Atene so izgubile neodvisnost ter svojo demokratično ureditev. Etolska zveza je bila omejena na Peloponez, vendar je s tem, ko je leta 245 pr. n. št. dobila nadzor nad Tebami, postala makedonska zaveznica. To je pomenilo konec Aten kot političnega dejavnika, čeprav so ostale največje, najbogatejše in najbolj kultivirano mesto v Grčiji. Leta 255 pr. n. št. je Antigon na Kosu premagal egiptovsko floto in zavzel egejske otoke, razen Rodosa.

## Mestne države in zveze
Kljub zmanjšani politični moči in avtonomnosti je grška mestna država ali polis ostala osnovna oblika politične in družbene organizacije v Grčiji. Klasične mestne države, kot sta Atene in Efez, so v tem obdobju rasle in celo uspevale. Medtem ko so se vojne med grškimi mesti nadaljevale, so se mesta odzvala na grožnjo Poaleksandrove helenistične države tako, da so se združile v zavezništva, ki bi se lahko branila pred močnimi helenističnimi državami.
Etolci in Ahajci so razvili močne zvezne države ali zveze (koinon), ki so jih upravljali sveti predstavnikov mest in skupščine državljanov zveze. Sprva etnične zveze so te pozneje začele vključevati mesta zunaj svojih tradicionalnih regij . Ahajska zveza je na koncu vključevala ves Peloponez, razen Šparte, medtem ko se je Etolska zveza razširila v Fokido. V 3. stoletju pr. n. št. so se te zveze lahko branile proti Makedoncem, Etolska zveza pa je v Delfih premagala vpad Keltov v Grčijo.
Po Aleksandrovi smrti je Atene premagal Antipater v lamijski vojni, pristanišče v Pireju pa je zasedel makedonski garnizon. Da bi nasprotovali moči Makedoncev pod Kasandrom, so Atene sklepale zveze z drugimi helenističnimi vladarji, kot je Antigon I. Monoftalm, ki je leta 307 poslal svojega sina Demetrija, da bi zajel mesto. Ko je Demetrij zajel Makedonijo, so se Atene pridružile ptolemajskemu Egiptu, da bi si pridobile neodvisnost in so se s ptolemajskimi enotami uspele upreti in premagati Makedonce leta 287, čeprav je Pirej ostal v rokah garnizona. Atene so se borile v neuspešnih vojnah, kot sta Hremonidova in Kleomenova. Ptolemajsko kraljestvo je postalo glavni zaveznik mesta, ki ga je podpiralo s četami, denarjem in materialom pri več spopadih. Atene so leta 224/223 pr. n. št. nagradile Ptolomajsko kraljestvo z imenovanjem 13. ptolomajskega plemena (file)  in vzpostavitvijo verskega kulta, imenovanega Ptolemaja. V helenističnih Atenah so se pojavile tudi nove komedije in helenistične filozofske šole, kot sta stoicizem in epikurejstvo. Do preloma stoletja so postali pokrovitelji in zaščitniki Aten Atalidi v Pergamonu, ker je Ptolemajski imperij oslabel. Atene so pozneje vzpostavile tudi kult za pergamonskega kralja Atala I.

## Filip V. Makedonski
Antigon II. je umrl leta 239 pr. n. št. in po tem sledijo novi upori polisov Ahajske zveze. Demetrij II. (sin Antigona II.) je umrl leta 229 pr. n. št. in zapustil otroka Filipa V. kot kralja in Antigona III. Dosona kot regenta. Ahajska zveza je bila podanik ptolemajskega Egipta, čeprav neodvisna in je nadzirala večino južne Grčije. Šparta je bila sovražnica Ahajcev in leta 227 pr. n. št.  je zavzela Ahajo. Antigon III. Doson je premagal Špartance leta 222 pr. n. št. in priključil je Šparto, kar je bilo prvič, da je Šparto zasedla tuja vojska.
Filip V. Makedonski je zavladal leta 221 pr. n. št. Bil je zadnji makedonski vladar, ki je bil sposoben in imel možnost zediniti Grčijo in ohraniti njeno neodvisnost pred vse večjo rimsko močjo. Pod njegovim vplivom in vodstvom je bil sklenjen mir v Navpaktu leta 217. pr. n. št., s katerim so se končali spopadi makedonskih in grških zvez. Tako je nadziral vso Grčijo, razen Aten, Rodosa in Pergamona.
Filip V. Makedonski je leta  215 pr. n. št. ustanovil zvezo z rimsko sovražnico Kartagino. Tako se je Rim prvič vmešal v grške zadeve. Rim je odtegnil mesta ahajske zveze in ustvaril zvezo z Rodosom in Pergamonom, ki je bila najmočnejša sila v Mali Aziji. Prva makedonska vojna se je začela leta 212 pr. n. št. in se je končala neodločeno, Makedonija je postala sovražnica Rima. Rimski zaveznik Rodos je nadziral egejske otoke.
Rim je premagal Kartagino leta 202 pr. n. št. in dobil proste roke za pohod proti vzhodu, ko sta ga pozvali rimski zaveznici Rodos in Pergamon. Druga makedonska vojna se je začela leta 200 pr. n. št., ker je Rim menil, da je Makedonija morda zaveznik Selevkidskega cesarstva, ki je bilo največja sila na vzhodu. Ker so mnogi zavezniki zapustili Filipa V., ga je prokonzul Tit Kvintij Flaminij premagal leta 197 pr. n. št. v bitki pri Kinoskefalah.
Tit Kvintij Flaminij je bil umirjen človek in je oboževal grško kulturo. Filip V. Makedonski je moral predati floto in postati rimski zaveznik. Bilo mu je prizaneseno s težkimi mirovnimi pogoji. Čeprav je uradno razglasil grška mesta za svobodna, je Tit Kvintij Flaminij postavil rimske garnizone v Korint in Halkido. Svoboda, ki so jo obljubljali Rimljani, je bila iluzija. Vsa mesta, razen Rodosa, so bila vključena v novo zvezo pod nadzorom Rima, demokracijo je zamenjala aristokratska vlada, povezana z Rimom.

## Vzpon Rima
Leta 192 pr. n. št. je izbruhnila vojna med Rimom in vladarjem Selevkidov Antiohom III. Antioh je napadel Grčijo z 10.000 vojaki in je bil izvoljen za glavnega poveljnika Etolijcev. Nekatera grška mesta so imela Antioha za svojega rešitelja izpod rimske vladavine, toda Makedonec je svojo usodo predal Rimu. Leta 191 pr. n. št. so ga Rimljani pod Manijem Acilijem Glabrionom odpeljali v Termopile in mu ukazali, naj odide v Azijo. V tej vojni so se rimske enote prvič preselile v Azijo, kjer so Antioha spet premagali pri Magneziji na Sipilu (190 pr. n. št.). Grčija je bila zdaj čez rimsko črto povezav z vzhodom, rimski vojaki pa so postali stalno prisotni. Mir iz Apameje (188 pr. n. št.) je Rimu omogočil prevladujoč položaj po vsej Grčiji.
V naslednjih letih je Rim posegal globlje v grško politiko, saj je poražena stranka ob vsakem sporu prosila za pomoč Rima. Makedonija je bila še vedno neodvisna, čeprav rimska zaveznica. Ko je Filip V. umrl leta 179 pr. n. št., ga je nasledil njegov sin Perzej, ki mu je bilo všeč, da so vsi makedonski kralji sanjali o združitvi Grkov pod makedonsko vlado. Makedonija je bila zdaj prešibka, da bi dosegla ta cilj, vendar je rimski zaveznik Evmen II. iz Pergamona prepričal Rim, da je Perzej morebitna grožnja Rimljanom.

## Konec grške neodvisnosti
Posledica Evmenove intrige je bila, da je Rim leta 171 pr. n. št. Makedoniji napovedal vojno in v Grčijo poslal 100.000 vojakov. Makedonci niso bili pripravljeni na to vojsko in Perzej ni mogel pomagati drugim grškim državam. Slabo vodstvo Rimljanov mu je omogočilo, da je zdržal tri leta, a leta 168 pr. n. št. so Rimljani v Grčijo poslali Lucija Emilija Pavla in v Pidni so Makedonci doživeli poraz. Perzej je bil ujet in odpeljan v Rim, makedonsko kraljestvo je bilo razdeljeno v štiri manjše države in vsa grška mesta, ki so mu pomagala, tudi retorično, so bila kaznovana. Celo rimska zaveznika Rodos in Pergamon sta izgubila svojo neodvisnost.
Pod vodstvom pustolovca, imenovanega Andrisk, se je Makedonija leta 149 pr. n. št. uprla  rimskemu vladanju: posledica je bila neposredna priključitev naslednje leto in nastanek rimske province, prva grška država, ki je doživela to usodo. Rim je zdaj zahteval, da se Ahajska zveza, zadnja trdnjava grške neodvisnosti, razpusti. Ahajci so to zavrnili in mislili, da bi se lahko tudi borili, zato so razglasili vojno proti Rimu. Večina grških mest se je zbrala ob strani Ahajcev, tudi sužnje so osvobodili za grško neodvisnost. Rimski konzul Lucij Mumij je napredoval iz Makedonije in porazil Grke pri Korintu, ki je bil porušen do tal.
Leta 146 pr. n. št. je grški polotok, ne pa otoki, postal rimski protektorat. Uvedeni so bili rimski davki, razen v Atenah in Šparti, vsa mesta pa so morala sprejeti vladanje lokalnih zaveznikov. Leta 133 pr. n. št. je umrl zadnji pergamonski kralj in zapustil svoje kraljestvo v Rimu: to je pripeljalo večino Egejskega polotoka pod neposredno rimsko vladavino kot del province Azije.
Končni propad Grčije je bil leta 88 pr. n. št., ko se je kralj Mitridat VI. Pontski uprl Rimu in pokončal do 100.000 Rimljanov in rimskih zaveznikov po Mali Aziji. Čeprav Mitridat ni bil Grk, so mnoga grška mesta, tudi Atene, zajela svoje rimske vladarje in se mu pridružila. Ko ga je rimski general Lucij Kornelij Sula potisnil iz Grčije, se je Rim ponovno maščeval nad Grčijo, grška mesta pa si niso nikoli opomogla. Mitridata je končno premagal Gnej Pompej Magnus  leta 65 pred našim štetjem.
Nadaljnje uničenje so v Grčijo prinesle rimske državljanske vojne, ki so se delno odvijale v Grčiji. Nazadnje, avgusta 27 pr. n. št., je Avgust vključil Grčijo neposredno v nov rimski imperij kot provinco Ahaja. Boji z Rimom so opustela nekatera območja Grčije, ki so jih izselili in demoralizirali. Kljub temu je rimska vlada vsaj prenehala z vojskami, mesta,  kot so Atene, Korint, Solun in Patre, pa so se kmalu okrepila.